# U.S. Rugby Benevento
L'Unione Sportiva Rugby Benevento è un club italiano di rugby a 15 con sede a Benevento.
Fondato nel 1966, ebbe il suo periodo migliore negli anni ottanta del XX secolo quando riuscì a disputare tre stagioni in massima serie; dopo di allora ha generalmente militato in serie A2 o nella rinnovata A1, anche se in qualche occasione è retrocessa in serie B e una volta in C.
I suoi colori sociali sono il bianco e l'azzurro e disputa i suoi incontri interni allo stadio Alfredo Dell'Oste, capace di 4000 spettatori.
Nella stagione 2025-26 la squadra milita in serie B.

## Storia
La società nacque nel 1966 a Benevento per iniziativa di un gruppo di giovani guidati da un tecnico, Franco Ascantini, e un monaco, Antonio Bevilacqua.

Una formazione del Benevento delle origini

Nel quindicennio successivo alla fondazione la squadra militò nei campionati federali inferiori, fino alla promozione in serie A (l'allora campionato di prima divisione) nel 1981 con la sponsorizzazione IMEVA, società di segnaletica stradale; nel successivo campionato giunse la salvezza, anche se nella stagione seguente vi fu il ritorno in serie B.
Un nuovo ritorno in serie A avvenne nel 1985, anche se l'esperienza di massima divisione (a tutt'oggi la più recente) finì nel 1986 quando, decisa la trasformazione delle due serie maggiori in A1 e A2, il Benevento fu riassegnato a quest'ultima.
Nel 1991 la squadra scese dalla serie A2 alla B, e fino al 2003 vi fu alternanza tra la seconda e la terza serie nazionale; a fine anni novanta, inoltre, il club dovette fronteggiare la scissione di alcuni soci e giocatori che diedero vita a una nuova società cittadina, l'Unione Rugby Sannio; con l'ennesima ristrutturazione delle categorie inferiori, dal 2003 al 2006 il Benevento militò nella rinnovata serie A, poi A1 dal 2007; nel 2009 mise a disposizione il proprio titolo sportivo di serie A a un'unione di squadre della zona (ivi compresa la stessa Unione Rugby Sannio) per dare vita alla breve esperienza dei Gladiatori Sanniti, compagine che durò solo tre stagioni prima di rinunciare al campionato di serie B a seguito di retrocessione.
Nel frattempo usando il titolo sportivo della sua seconda squadra in serie B, il Benevento retrocesse in C nel 2011 e dopo due promozioni e un ripescaggio che faceva seguito a un playoff perso, la squadra è tornata nel 2013 in serie A2.

### La sezione femminile
La società ha anche una sezione femminile, nata nel 2008 per iniziativa delle sorelle Maria Grazia ed Elena Cioffi, figlie di Franco Cioffi, già giocatore della società; alla sua prima stagione, la squadra vinse la Coppa Italia a sette 2008-09 nelle finali di Parma.
Nel 2011-12 la squadra partecipò al girone 2 del campionato italiano femminile, classificandosi seconda.

## Cronologia
| Cronistoria dell’Unione Sportiva Rugby Benevento |
| --- |
| - 1966 · Nascita dell’Unione Sportiva Rugby Benevento - 1966-67 Attività giovanile - 1967-68 girone E serie C - 1968-69 2º girone C serie C - 1969-70 2º girone H serie C - 1970-71 2º girone D serie C promozione in serie B - 1971-72 7º girone B serie B - 1972-73 7º girone B serie B - 1973-74 6º girone B serie B - 1974-75 1º girone C serie B perde spareggio promozione - 1975-76 3º girone B serie B - 1976-77 4º girone B serie B - 1977-78 7º girone B serie B - 1978-79 1º girone C serie B 2º girone promozione - 1979-80 2º girone B serie B 2º girone B promozione - 1980-81 1º girone C serie B 1º girone A promozione promozione in serie A - 1981-82 · 3º girone C serie A 3º poule salvezza 1 - 1982-83 · 5º girone A serie A 6º poule salvezza retrocessione in serie B - 1983-84 2º girone D serie B 4º girone B promozione - 1984-85 2º girone D serie B 1º girone B promozione promozione in serie A - 1985-86 · 7º girone A serie A 3º poule salvezza (assegnazione alla nuova serie A2) - 1986-87 · 4º serie A2 - 1987-88 · 3º serie A2 (sconf. playout assegnazione A1/A2) - 1988-89 · 4º serie A2 (sconf. playout assegnazione A1/A2) - 1989-90 · 10º serie A2 - 1990-91 · 10º serie A2 retrocessione in Serie B - 1991-92 · Serie B promozione in serie A2 - 1992-93 · 12º serie A2 (ripescaggio in serie A2) - 1993-94 · 7º girone B serie A2 4º poule salvezza 2 retrocessione in serie B - 1994-95 · 3º girone F Serie B 2º girone B salvezza - 1995-96 · 7º girone B Serie B - 1996-97 · 1º girone C Serie B sconfitta spareggi promozione - 1997-98 · 3º girone C Serie B - 1998-99 · 1º girone C Serie B promozione in serie A2 - 1999-2000 · 6º girone A serie A2 5º poule salvezza retrocessione in serie B - 2000-01 · Serie B - 2001-02 · Serie B promozione in serie A - 2002-03 · 9º serie A - 2003-04 · 8º girone A serie A - 2004-05 · 6º girone B serie A - 2005-06 · 4º girone A serie A - 2006-07 · 3º girone A serie A (assegnazione alla nuova serie A1) - 2007-08 · 11º serie A1 (riassegnazione alla serie A2) - 2008-09 · 6º serie A2 - 2009 · Cessione del titolo sportivo ai Gladiatori Sanniti - 2010-11 · 11º girone D serie B retrocessione in Serie C - 2011-12 · Serie C promozione in serie B - 2012-13 · 1º girone D serie B (sconf. playoff promozione) (ripescaggio in serie A2) - 2013-14 · 11º Serie A2 retrocessione in serie B - 2014-15 · 1º girone 2 serie B 3º girone promozione - 2015-16 · 1º girone 2 serie B promozione in serie A - 2016-17 · 3º girone 4 serie A 5º girone promozione 1 - 2017-18 · 3º girone 4 serie A 6º girone promozione 1 - 2018-19 · 10º girone 3 serie A retrocessione in serie B - 2019-20 · Serie B (stagione annullata dopo la 12^ giornata) - Serie B 2020-2021 Serie B (stagione annullata) - Serie B 2021-2022 Serie B girone 4 - 7° posto punti 45 partite giocate 20, 8 vinte 12 perse - Serie B 2022-2023 Serie B girone 4 - 8° posto punti 28 partite giocate 18 6 vinte 12 perse - Serie B 2023-2024 Serie B girone 4 - 12° posto punti 26 partite giocate 22 vinte 5 perse 12. Accede agli spareggi salvezza. il 2 giugno 2024 perde lo spareggio a San Benedetto del Tronto contro il San marco Venezia 46 a 12 e retocede in serie C - [[Serie C 2024-2025) Serie C - vince il girone campano e si classifica prima nel girone interregionale campano-puglise. In semifinale supera il Palermo e nella finale batte il XV Sud Est con una rimonta strepitosa nella gara di ritorno a Benevento il 25 maggio 2025. Promosso in serie B |

## Giocatori di rilievo
La società può vantare alcuni giocatori passati per la propria squadra e divenuti noti a livello internazionale; tra di essi spiccano: 
- Salvatore Perugini[5], beneventano che, pur non avendo mai giocato nella prima squadra del club, si formò nelle giovanili dell'Unione Sportiva;
- Alessandro Fusco, figlio del napoletano Elio;
- Kris Burton, italo-australiano;
- Tommaso D'Apice, che prese parte alla Coppa del Mondo di rugby 2011 e vanta anche la militanza nel campionato inglese nelle file del Gloucester;
- Joshua Furno, seconda linea internazionale già ai francesi del Biarritz, in Italia agli Aironi e Zebre e in Inghilterra col Newcastle;
- Carlo Canna, nativo della città e cresciuto nelle giovanili del club, internazionale per l'Italia e mediano d'apertura delle Zebre in Pro14.

A livello femminile si segnalano invece le due sorelle Cioffi e Lucia Cammarano, atlete internazionali che già hanno rappresentato l'Italia in importanti tornei come il Sei Nazioni femminile.